# Idioma neo
Neo es un idioma artificial creado en 1937 por Arturo Alfandari (1888-1969), diplomático belga.
Morfológicamente, es una mezcla de Esperanto e Ido. En el léxico aparecen también influencias del volapük. La intención de Alfandari era la misma del movimiento esperantista: crear un idioma fácil y neutral, como segunda lengua común a todos los seres humanos.
En 1961 existía una asociación llamada "Friends of Neo", que editaba un boletín. En 1965 Alfandari publica en Bruselas "Méthode rapide de Neo" ("Método rápido de Neo"); al año siguiente aparece una versión inglesa en Londres. Poco después, a la muerte del autor, la asociación parece desaparecer.

## Ejemplos del Idioma Neo
Padrenuestro:
Na Patro ki sar in cel,
siu ta nom santat.
Venu ta regno.
Siu fat ta vol,
asben in cel, as on ter.
Na shakida pan ne diu oje.
E ne pardonu na debos,
as nos pardonar na deberos.
E no ne induku in tentado,
mo ne fridu da mal.
Numeros:
1 un, 2 du, 3 tre, 4 kuar, 5 kuin, 6 sit, 7 sep, 8 ot, 9 non
10 is ,11 isun, 12 isdu
20 duis, 21 duisun, 22 duisdu...
30 treis, 40 kuaris ,50 kuinis , 60 sitis , 70 sepis , 80 otis , 90 nonis
100 ek, 1000 mil
1000000 milyon